# Llibre de la ciutat de les dames
El Llibre de la ciutat de les dames, en francès: La Cité des dames, és una obra escrita per Christine de Pisan entre el desembre de 1404 i l'abril de 1405. L'obra sorgeix com a resposta al tractat misógin de l'època Les lamentacions de Matheole, un poema en llatí de finals del S. XIII, que a França va aconseguir un gran èxit en la seva traducció, cap a 1370.
La seva aportació en els cercles humanistes del moment inicia la Querelle de les dones, debat que continua fins a la Revolució Francesa. Des de la radicalitat, transcendeix els valors androcèntrics del seu temps plantejant una humanitat en femení.

## Introducció
Aquesta obra fou escrita amb el propòsit de prendre partit contra l'escandalosa misogínia dominant en la polèmica plantejada sobre el Roman de la Rose i que Christine de Pisan, amb el seu arguments aconsegueix convertir-la en la Querelle des femmes.
Christine de Pisan a la seva vindicació literària crea per a les dones una proposta que fins llavors no havia estat considerada, un ginecotopia, un espai propi on puguin viure en pau; amb les manifestacions de la pròpia cultura, amb una genealogia femenina que justifica i protegeix el benestar de les dones i promou i respecta les diferències.
Pisan assumeix convertir-se en pública defensora dels seus propis drets i dels drets de la resta de dones silenciades, pensades, creades i imaginades malgrat elles, recuperant un lloc físic i simbòlic governat per dones que representa al·legòricament el restabliment dels antics matriarcats. Les dones viuran lliurement i hauran fet possible un espai nou en aquest món i actuaran en un espai públic i polític.

Des d'aquesta "habitació pròpia" que va ser l'estudi on va agradar retratar-se en les miniatures dels seus manuscrits, envoltada de llibres i escrivint, Pisan va redactar una de les al·legories de l'autoritat i genealogia femenines més boniques que es coneixen.
| «                                                                | Vosaltres que esteu mortes, vosaltres que viviu encara i vosaltres que vindreu en l'esdevenidor, alegreu-vos totes i sigueu felices. | » |
| — Christine de Pizan, El Llibre de la ciutat de les dames (1405) | |   |

## Estructura i argument
L'obra s'estructura en tres parts a través d'un diàleg que serveix de marc per resumir els mèrits de diferents dones mítiques i històriques que actuen com a model, en narracions breus en la línia dels exempla medievals. El llibre de Pisan segueix les petjades d'altres obres destacades a la seva època pel que fa al recull de dones intel·lectuals: 
- De mulieribus claris de Giovanni Boccacio
- Llegenda àuria de Jacobus da Voragine.
- Miroir Historial de Vincent de Beauvais.
- La ciutat de Déu, de Sant Agustí, obra amb el qual comparteix a més del títol, la finalitat apologètica

Però el conjunt de la tria i l'argumentació especial i suggerent de la Ciutat de Pisan, el fan original i modern. Aquesta obra tanca la porta de la literatura medieval i obre la de la literatura humanista renaixentista amb un plantejament de l'ofici literari quasi professional i un compromís individual entès a la manera moderna.

La trama argumental és senzilla: Cristina explica com una tarda, cansada d'estudiar, es va posar a llegir un llibre que li havien deixat, pensant en distreure's. Era un llibre que criticava les dones. El deixa perquè la seva mare la crida a sopar; l'endemà, reflexionant sobre aquest i altres llibres misògins, pren consciència que llegint-los, els reconeix més autoritat a aquests escriptors que a la seva experiència femenina.
| «                                                   | Em preguntava quines podien ser les raons que duen a tants homes, clergues i laics, a blasmar les dones, criticant-les bé de paraula bé en escrits i tractats. | » |
| — Christine de Pisan, La Ciutat de les Dames (1405) | |   |

Per articular la seva obra, l'autora va utilitzar tres figures al·legòriques femenines que conversen; se li apareixen, la Raó, la Rectitud i la Justícia, que li diuen que ha estat l'escollida per construir una ciutat que serà habitada només per dones, i que elles tres l'ajudaran.
| «                                            | Has estat escollida per construir i tancar, amb la nostra ajuda i el nostre consell, aquesta ciutadella ben fortificada. | » |
| — Christine de Pisan, La Ciutat de les Dames | |   |

Les tres Dames visiten a la narradora en la solitud del seu estudi, espai simbòlic d'aprenentatge i revelació, de creació i pensament, un espai que no solia ser pròpiament femení. Són elles les que la impulsen a escriure, i no una revelació divina, estratègia tradicional de l'escriptura femenina medieval per autoritzar-se, si no més bé laica en la tradició més humanista de l'època.
És una ciutat de que l'autora construeix en tres etapes, coincidents amb les tres parts del llibre: 
1. La Raó, ajuda l'autora a aixecar els murs i a tancar les fortificacions de la ciutat;
2. La Rectitud, l'assisteix per erigir les cases, els edificis i els temples;
3. La Justícia, l'empara en la construcció de les cobertes i les teulades i en la tria i l'acompanyament de les dones escollides que hi han de viure.

A cada una de les tres parts del llibre Pisan rep els ensenyament d'una de les tres Dames que l'acompanya i dialoga amb ella i li ofereix l'exemple de les dones excel·lents del passat. Així es recuperen i es valoren les figures mitològiques, perquè les deesses són tractades com a dones real importants.
Les dues primeres parts, més llargues, tenen un planteig més clàssic i històric; la darrera, més breu, és clarament de base cristiana i es on tenen el seu protagonisme les màrtirs i santes encapçalades per Nostra Senyora.
Pisan, a la Ciutat de les Dames no només recrea el mite de les Amazones com una Ginecocràcia, sinó que també construeix tota una nova ciutat com a utopia d'un espai separat, una ginecotopia literària.
L'escriptura es desentén de les codificacions simbòliques amb les que el cànon literari medieval defineix els seus cossos. La bellesa és també qualitat derivada de les actituds i activitats de dones guerreres i de gran sentit polític, sàvies i creatives, profetes, amants exemplars, constants i fidels. Totes les virtuts apareixen representades per aquestes dones amb les que Pisan enarbora la defensa femenina
| «                                            | La història t'ensenya que el regne d'Amazònia fou en altre temps establert gràcies a la iniciativa de nombroses dones molt coratjoses que menysprearen la condició d'esclaves. | » |
| — Christine de Pisan, La Ciutat de les Dames | |   |

### Dones que apareixen al llibre
A la primera part, després de la introducció amb l'aparició de les tres dames i el pla general de l'obra, s'examinen les vides de:
- Reina de Sabà
- Fredegunda
- Semíramis
- les amazones
- Zenòbia
- Artemísia I de Cària
- Lilia
- Camil·la (Eneida)
- Laodice (esposa de Ariarates VI de Capadòcia) anomenada Berenice al llibre
- Clèlia
- Cornifícia (poetessa)
- Falcònia Proba
- Safo
- Medea
- Circe
- Minerva
- Ceres (mitologia)
- Isis
- Aracne
- Pàmfila
- Timareta
- Semprònia (esposa de Brutus)
- Gaia Cecília
- Dido
- Ops
- Lavínia

A la segona part es repassen els mèrits de:
- les sibil·les
- Carmenta
- Cassandra
- Teodora anomenada emperadriu Antònia al llibre
- Dripetis
- Hipsípile
- Claudina (vestal)
- Hipsicratea
- Argia
- Agripina la Major
- Emília Tèrcia
- Xantipa
- Pompea Paulina
- Sulpícia (segle I aC)
- Pòrcia Cató
- Judit
- Ester
- les sabines
- Vetúria
- Clotilde (filla de Clodoveu)
- Susanna
- Sara
- Rebeca
- Rut
- Penèlope
- Mariamne I
- Antònia Menor
- Lucrècia
- Tisbe
- Hero
- Sigmunda
- Lisabetta
- Juno
- Blanca de Castella i d'Anglaterra

A la tercera part, de caràcter més cristià, se citen les següents dones:
- Maria, mare de Jesús
- Caterina d'Alexandria
- Margarida d'Antioquia
- Llúcia de Siracusa
- Justina
- Bàrbara de Nicomèdia
- Dorotea d'Alexandria
- Eufròsine
- Atanàsia d'Egina
- Teodota
- Santa Natàlia
- Afra d'Augsburg

## Llegat filosòfic i intel·lectual

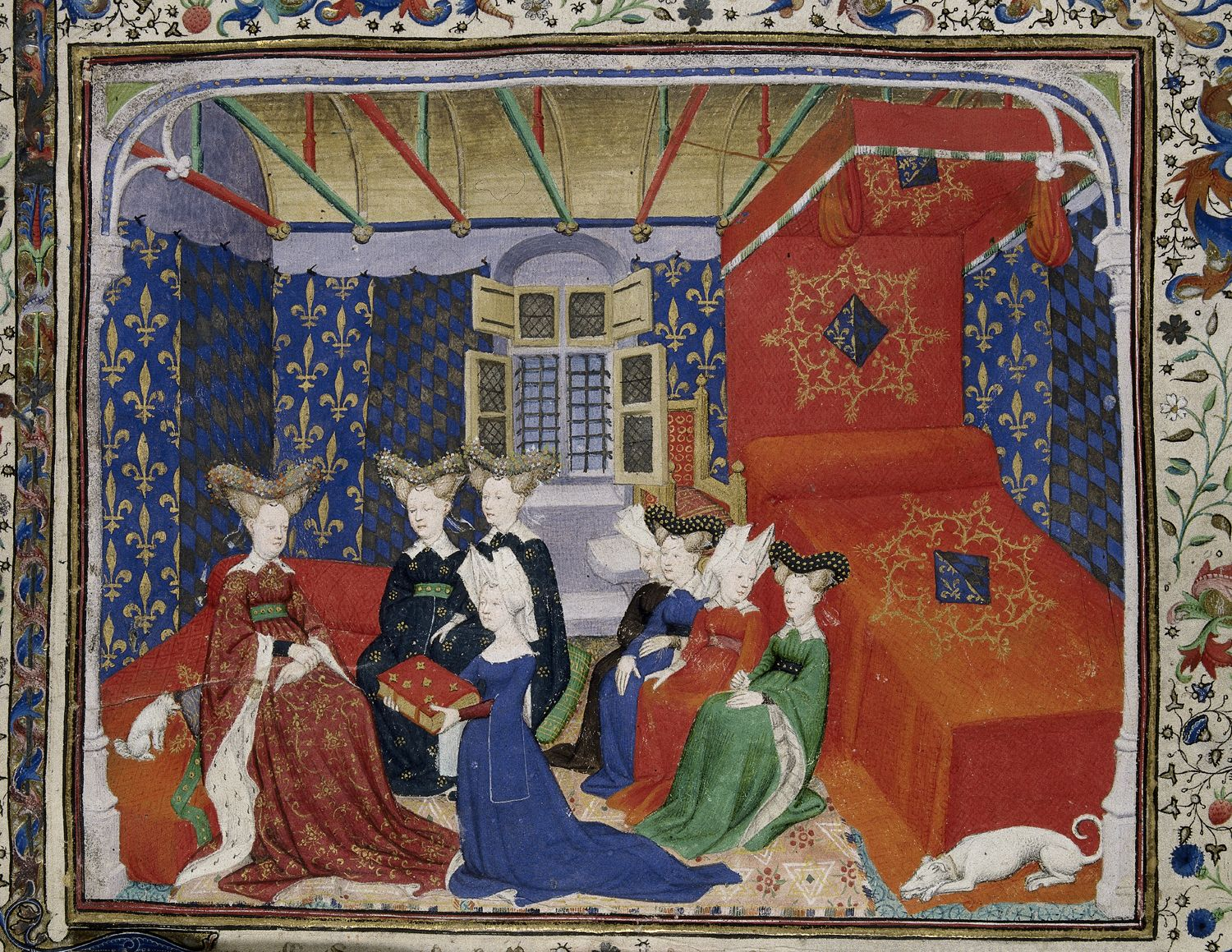
Christine de Pisan amb la reina Isabel de Baviera; una de les seves mecenes.

El Llibre de la Ciutat de les Dames construeix un imaginari simbòlic, una ciutat plena de deesses, sàvies, donzelles i santes que aspira a traspassar els fràgils murs de la ficció per convertir-se en realitat històrica i política. Pisan, posa en joc un complex entramat en el qual es barreja l'històric i el fictici, i en el qual es donen cita personatges històrics, al·legòrics, mitològics o purament literaris que l'autora ha cregut convenient rescatar.
Per primera vegada a Occident, s'arriba a imaginar un espai polític exclusivament de dones i Pisan es converteix en la escriptora de la primera utopia feminista coneguda de tots els temps. Així s'avança més d'un segle a l'obra Utopia de Thomas More, publicada el 1516, proclamant la necessitat material i mental de la seva existència.
Segons les professores universitàries Nieves Ibeas i María Angeles Millán, el seu «sentir-se dona dins d'un cos de dona» enmig de les pressions culturals medievals, és un reconeixement que constitueix una constant en gairebé tota l'obra de Christine de Pisan perquè assumint la seva identitat biològica, negant-se a amagar-la, obviar-la o ometre-la, penetra de ple en el problema. La Ciutat construeix pensament des d'un centre no habitual, una dona, perquè és un centre «deslocalitzat» respecte del discurs patriarcal, ja que el subjecte femení de coneixement i creació artística ho és tot i el discurs androcèntric, que el priva d'eco, de discussió i que ho nega.
Pisan està operant una fractura en l'ordre simbòlic medieval, qüestionant el "saber medieval" i invalidant el discurs cultural vigent que prohibeix l'espai per a un subjecte femení, fregant així els límits que li estan permesos. Ella des de la seva pròpia experiència va assumir el dret a ser subjecte de creació i de pensament, a ser reconeguda com a tal, i no subjecte immers en un ordre androcèntric que no preveu sinó la seva submissió, la custòdia de la seva paraula.
Al 1405 quan Christine de Pisan escriu la seva obra, encara falten gairebé quatre segles per arribar a l'època en què Olympe de Gouges realitza la seva obra Declaració dels Drets de la Dona i de la Ciutadana (1791).
Pisan actua políticament i dona mostres d'una ferma llibertat perquè, seguint el raonament de Hannah Arendt, la llibertat es mostra en l'acció, en la intervenció en el món per fer alguna cosa que prèviament no existia. Cosa que trastoca críticament els valors generals que fins llavors servien per jutjar i a més, amb la divulgació pública del seu pensament, espera ser entesa i provocar el canvi. La llibertat és la pròpia escriptura, el fet d'escriure i de fer-ho públic, la valentia de Pisan que la va impulsar a obrir una polèmica que perdura segles després en espais diversos: La Querella de les Dones.
Al 1915 es publicará Terra d'elles una ginecotopia creada per la feminista nord-americana Charlotte Perkins Gilman que continua amb la tradició d'una societat utòpica exclusivament femenina, cooperativa, vegetariana i protofeminista. Les dues obres de Pisan i Gilman no es limiten a les ginecotopies o a la ciència-ficció sinó que incorporen filosofia, política i tesis vindicatives.
La historiadora medievalista Maria-Milagros Rivera Garretas, fundadora del Centre de Recerca de Dones Duoda, destaca en Pisan dos temes que coincideixen a La Ciutat de les Dames i en la crítica feminista del S. XX:
- En primer lloc, que la condició de les dones no és d'origen natural sinó social, conseqüència de les circumstàncies de subordinació en què es veuen obligades a viure. En altres paraules, Pisan va percebre el que avui anomenem la construcció social del gènere i, també, la sistemàtica jerarquia de gènere, és a dir, la quasi universal supremacia del masculí sobre el femení.
- I, segon, a La Ciutat de les Dames, es descriu la utopia d'un espai separat. Un espai que no només està físicament apartat del món dels homes, sinó que és, a més una ginecotopía, un espai social i polític exclusivament de dones.

Aquest text posa sobre la taula una colla de qüestions totalment en voga sis-cents anys després: entre d'altres, la importància de reconstruir una genealogia històrica de les dones, la necessitat de recuperar les nostres mares intel·lectuals, els arguments a favor i en contra del matrimoni, la vàlua de la castedat i la virginitat, el tema de la violació, la necessitat de posseir un espai íntim per a escriure, el vincle entre la independència i la creació, la igualtat d'oportunitats entre els homes i les dones o el valor de l'educació de les dones.
La ciutat de Pisan s'alça paral·lelament a una edificació al·legòrica de la història occidental en femení, la primera de tots els temps. Aquesta construcció es converteix des del principi en construcció textual que necessita assegurar la seva circulació a través de la història literària, que ha de superar els riscos que comporta la censura. Ha arribat, el moment de qüestionar la validesa del discurs canònic, que les dones assumeixin el poder de les paraules i comencin a construir la seva identitat a partir de les seves pròpies experiències, a construir el seu propi discurs sobre si mateixes i sobre el món.
| «                                                         | ¡Oh, com seran de felices les ciutadanes de la nostre ciutat! No hauran de témer mai que nous ocupants les expulsin del seu bé, perquè la nostra obra és d'un gènere tal que les posseïdores no podran mai ser-ne expulsades. Heus aquí doncs que s'obre l'era d'un nou regne de Feminia (...) perquè les dones que hi seran allotjades no hauran de deixar mai les seves terres, per concebre i donar a llum hereus, per tal de perpetuar la propietat en el seu propi llinatge (...) ¡Dempeus, estimada Cristina! Posa't a la feina i vés al davant, perquè anem a buscar-les. | » |
| — Christine de Pisan, El Llibre de la ciutat de les dames | |   |

## Originals de l'obra i traduccions
Es conserven uns 25 manuscrits d'aquesta obra; n'hi ha un d'autògraf, revisat per Cristina cap al 1410, que va pertànyer a Isabel de Baviera depositat a la British Library de Londres. L'èxit del llibre sembla corroborat, atès el gran nombre de manuscrits contemporanis que se'n conserven.
Hi ha dues edicions crítiques de La Ciutat de les Dames:
- Monica Lange. Livre de la cité des dames: Kritische Text-edition auf Grund der sieben überlieferten “manuscrits originaux” des Textes. [en alemany] Tesi doctoral, Universitat d'Hamburg, 1974.

- Maureen C. Curnow, The Livre de la Cité des Dames by Christine de Pisan: A Critical Edition. 2 vols., Tesi doctoral, Vanderbildt University, 1975. Basada en el manuscrit[12] de la Bibliothèque Nationale de París, el més antic, datat el 1407.

Anys després de les versions alemanya i francesa, el 1990, La ciutat de les dames de Christine de Pisan, arribà per primera vegada a Catalunya en una traducció al català de la professora, crítica literària i activista feminista Mercè Otero Vidal, a partir del text de l'edició de Thérèse Moreau i Éric Hicks; el llibre va acompanyat d'una introducció ben documentada en la qual ens presenta a l'autora i la seva obra. Cal Carré va publicar-ne la reedició el 2022.

## Cita
| «                                                         | Les dones han estat molt de temps abandonades sense defensa (...) però per negligència o indiferència s'ha acceptat que siguin arrossegades al fang. (...) Perquè la plaça més forta cauria ràpidament si no fos defensada, i la causa més injusta seria guanyada per contumàcia si es pledejava sense adversari. | » |
| — Christine de Pisan, El Llibre de la ciutat de les dames | |   |